# Castillo de Peveril
El Castillo de Peveril (también conocido como Castleton Castle o Peak Castle) es un castillo en ruinas del siglo XI que domina el pueblo de Castleton en el condado inglés de Derbyshire. Fue el asentamiento principal de la baronía feudal de William Peverell el Viejo, conocido como el «Honor de Peverel», y se fundó en algún momento entre la conquista normanda de Inglaterra de 1066 y su primera mención estuvo impresa en el Libro Domesday de 1086 por Peverel, que tenía tierras en Nottinghamshire y Derbyshire como la tenencia feudal del rey. Lugares como Hope Valley y Cave Dale son visibles desde el edificio.
William Peverell el Joven heredó las propiedades de su padre, pero en 1155 fueron confiscadas por el rey Enrique II. Mientras estaba en posesión real, Enrique visitó el castillo entre los años 1157, 1158 y 1164, la primera vez que recibió al rey Malcolm IV de Escocia. Durante la revuelta de 1173-1174, la guarnición del castillo se incrementó de un portero y dos vigilantes a una fuerza liderada por 20 caballeros compartidos con los castillos de Bolsover y Nottingham. Los condes de Derby tenían derecho a las propiedades de la familia Peveril a través del matrimonio, y en 1199 William de Ferrers, el cuarto conde, pagó 2.000 marcos por el señorío de Peak, aunque el castillo permaneció bajo control real. En 1216, el rey Juan entregó el castillo a William de Ferrers, pero el castellano se negó a ceder el control. Aunque ambos eran partidarios de Juan, el rey autorizó al conde a desalojar forzosamente al castellano, quien finalmente capituló, aunque no hay evidencia de que el castillo fuera asaltado.
En 1223, el castillo volvió a la Corona. En el siglo XIII hubo períodos de obras en el castillo, y hacia 1300 se había establecido su forma definitiva. Hacia finales del siglo XIV, la baronía fue concedida a Juan de Gante, duque de Lancaster. Teniendo poco uso para el castillo, ordenó que se quitara parte de su material para su reutilización, lo que marcó el comienzo de su declive. Desde la época de Juan de Gaunt hasta la actualidad, el castillo ha sido propiedad del Ducado de Lancaster y lo ha administrado. El castillo de Peveril se volvió menos importante desde el punto de vista administrativo, y en 1609 se le consideró como «muy ruinoso e inútil». En el siglo XIX, Sir Walter Scott presentó el castillo en su novela Peveril of the Peak. El sitio está ubicado en un parque nacional al cargo de English Heritage, una organización con fines benéficos. El castillo está protegido como monumento planificado y clasificado de grado I.

## Historia
El Castillo de Peveril se encuentra en un afloramiento de piedra caliza con vistas al extremo oeste de Hope Valley, en medio de un paisaje antiguo. Con vistas a la cabecera del valle, a dos kilómetros al oeste, se encuentra Mam Tor, un castro de la Edad del Bronce, y a 2 millas (3 km) al este en Brough-on-Noe se encuentra el castrum de Navío. El valle formaba una línea de comunicación natural y tenía una importancia adicional debido a los valiosos recursos minerales de la zona, en particular el plomo.

### Durante la conquista normanda
El Hope Castle (una fortificación pequeña) se ubicaba en la mitad del valle. El fundador del castillo, William Peveril, era un seguidor de Guillermo I de Inglaterra y fue recompensado por apoyarlo durante la conquista normanda del país. La primera mención de él en Inglaterra registra que en 1068 Guillermo el Conquistador le concedió el nuevo castillo en Nottingham, quien estaba en el proceso de someter a las Midlands y el norte de Inglaterra. Una leyenda que nunca fue respaldada afirma que Peveril era el hijo ilegítimo de William. Según el Libro Domesday de 1086, Peveril se había convertido en un poderoso terrateniente, con propiedades en Nottinghamshire y Derbyshire. El año exacto en que fundó el castillo es incierto, aunque debe haber sido iniciado en 1086 como se registra en el Libro de Domesday, uno de los cuarenta y ocho castillos mencionados en la encuesta y el único localizado en Derbyshire. El castillo se registró como de pie en Pechesers, que se ha traducido como «Peak's Tail». Aunque los primeros castillos normandos se construyeron generalmente en madera, el castillo de Peveril muestra indicios de haber sido diseñado desde el principio para ser construido en piedra.

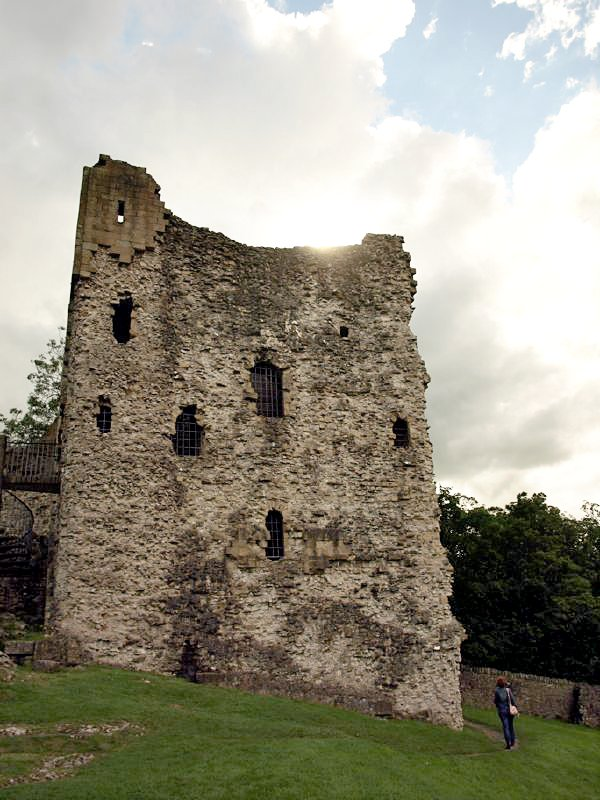
El torreón del castillo de Peveril data de alrededor del.

William Peveril tenía la custodia de las tierras reales, como el distrito de Hope, y aunque tenía sus propias propiedades, confiaba en el continuo favor real para mantener el poder de esta manera. En 1100 el nuevo rey, Enrique I de Inglaterra le concedió a William «su dominio feudal» en la zona del Peak. Así, el Peak se convirtió en un señorío independiente bajo el control de William Peveril, y el castillo se transformó en un importante centro de administración de la zona, lo que permitió la recaudación de impuestos. Castleton se benefició del nuevo estatus del castillo y comenzó a crecer como el corazón económico del señorío. William Peveril murió en 1114 y fue sucedido por su hijo, William Peveril el Joven. En la guerra civil conocida como La Anarquía entre el Rey Esteban y la Emperatriz Matilde, Peveril respaldó al bando perdedor y su fortuna sufrió después de su captura en la Batalla de Lincoln en 1141. En 1153 se sospechaba que Peveril intentaba envenenar a Ranulf de Gernon, cuarto conde de Chester. En 1153 el futuro rey Enrique II acusó a Peveril de saqueo y traición y amenazó con confiscar sus propiedades y entregárselas al conde de Chester. Dos años más tarde, Enrique, ahora rey, cumplió con sus represalias. El conde de Chester ya estaba muerto y el rey se quedó con la propiedad. Una vez bajo el control real, el Castillo de Peveril se convirtió en el centro administrativo del Bosque de High Peak.
Peveril el Joven murió en 1155, y como su único heredero varón había fallecido antes que él, el derecho de la familia sobre las propiedades confiscadas fue asumido por el esposo de la hija de William, Margaret Peveril. Margaret se había casado con Robert de Ferrers, segundo conde de Derby. El rey Enrique II visitó el castillo de Peveril tres veces durante su reinado. Durante la primera visita, en 1157, recibió al rey Malcolm IV de Escocia quien rindió homenaje a Enrique después de ceder Cumberland y Westmorland al rey inglés. Enrique II volvió a visitarlo en 1158 y 1164. Cuando un grupo de barones liderados por los hijos de Enrique el Joven, Godofredo II de Bretaña y el príncipe Ricardo I de Inglaterra y más tarde, Ricardo Corazón de León, participó en la revuelta de 1173-1174 contra el gobierno, el rey gastó 116 euros en la construcción de Peveril y el Bolsover Castles en Derbyshire. Anteriormente, Peveril estaba custodiado por dos vigilantes y un portero, pero esto se expandió a una fuerza liderada por 20 caballeros compartidos con los castillos de Bolsover y Nottingham durante la revuelta. Después de que terminó la revuelta en 1174, se tomaron más medidas para mejorar el castillo de Peveril, y los Pipe Rolls (registros de gastos reales) muestran que entre 1175 y 1177 se gastaron 184 euros en la construcción del torreón. Construir en piedra era costoso, y aunque la fortaleza de Peveril era pequeña, los castillos de piedra de tamaño moderado como el actual Castillo de Orford podían costar miles de libras. Se ha estimado que el ingreso promedio de Enrique II durante su reinado fue de alrededor de £10,000 por año. Como han sobrevivido pocos documentos, es incierto cuándo se construyeron partes del castillo, y las investigaciones arqueológicas no han tenido éxito en la datación de la mampostería. Enrique II murió en 1189 y fue sucedido por su hijo, Ricardo Corazón de León. Poco después de su coronación, Richard otorgó el señorío del Pico, incluido el castillo, a su hermano Juan. Mientras Richard estaba en cruzada, Juan se rebeló y, a su regreso, Richard confiscó el señorío.
Juan se convirtió en rey en 1199 después de la muerte de Ricardo. William de Ferrers, cuarto conde de Derby mantuvo el derecho de los condes de Derby a las propiedades de Peveril. Pagó al rey Juan 2000 marcos (1333 euros) para el señorío del Pico, pero la Corona retuvo la posesión de los castillos de Peveril y Bolsover. John finalmente le dio a Ferrers estos castillos en 1216 para asegurar su apoyo frente a la rebelión en todo el país. Sin embargo, el castellano Brian de Lisle se negó a entregarlos. Aunque de Lisle y Ferrers eran partidarios del rey Juan, el rey le dio permiso a Ferrers para usar la fuerza para retomar los castillos.

### Enrique III
La situación seguía siendo caótica cuando el rey Enrique III se convirtió en rey tras la muerte de su padre en 1216. Aunque Bolsover cayó ante las fuerzas de Ferrers en 1217 después de un asedio, no hay indicios de que Peveril fuera agredido. Ferrers solo tuvo posesión del señorío hasta que el rey Enrique I llegué a la mayoría de edad. Cuando llegó el momento, se mostró reacio a entregar la propiedad, y después de un punto muerto inicial, la Corona tomó el control en 1223. Aunque los registros de gastos de Pipe Roll contemporáneos en Peveril sobreviven, no especifican cómo se gastó el dinero. Como resultado, no está claro qué constituye mantenimiento y qué marca un trabajo de construcción sustancial; sin embargo, Richard Eales, que escribió la English Heritage de 2006, sugiere que hubo dos períodos de construcción, cuando las sumas gastadas fueron mayores de lo habitual: £54 en 1204–1207 y £67 en 1210–1212. El historiador medieval Sidney Painter estimó que alrededor de 1200 solo había siete magnates en Inglaterra cuyos ingresos anuales excedían las 400 libras esterlinas y un caballero podía vivir fácilmente con 10 a 20 libras esterlinas al año.

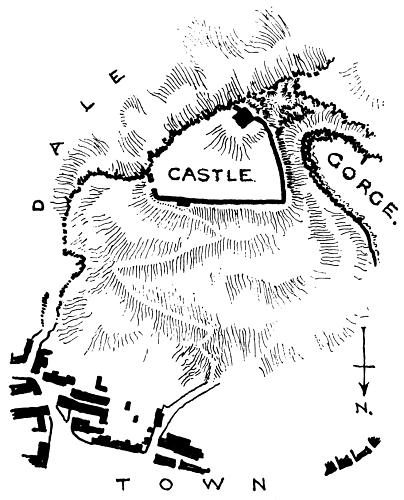
Mapa del área de El crecimiento de la casa inglesa por John Alfred Gotch, 1909.

El resto del siglo XIII fue relativamente pacífico, y los registros muestran que el castillo de Peveril fue mantenido por la Corona. En 1235, en preparación para la visita del rey, se repararon la muralla norte y el puente. Después de un trabajo significativo en 1250–52 (£60 gastados), 1272–1275 (£40) y 1288–1290 (£151), es probable que los edificios del castillo estuvieran terminados en 1300. El rey Enrique le dio al príncipe Eduardo (más tarde el rey Eduardo I de Inglaterra) el Castillo de Peveril junto con el condado palatino de Chester con las propiedades reales en Gales e Irlanda. Algunas de las tierras, incluido Peveril, pasaron a formar parte de la dote de Leonor de Castilla, para pasar a su posesión en caso de que su esposo, el príncipe Eduardo, muriera. En este momento, el señorío de Peak valía alrededor de £300 al año. Al estallar la segunda guerra de los Barones en 1264, el castillo de Peveril fue ocupado por Robert de Ferrers, sexto conde de Derby. Simón de Montfort presionó al rey Enrique III en entregarle Peveril, aunque fue recuperado por la Corona después de la muerte de De Montfort en 1265. El castillo fue devuelto a la dote de Leonor y, como ella falleció antes que su marido, el señorío volvió a manos reales. Sus ingresos se utilizaron para mantener a los miembros de la familia real, como el rey Eduardo, la reina de Eduardo II de Inglaterra, Isabel de Francia, y sus hijos favoritos reales como Piers Gaveston. En 1331 Edward III le entregó el señorío a su esposa, Filipo de Henao. Se le dio a John de Warenne, séptimo conde de Surrey, en 1345. Después de su regreso a la Corona, la propiedad fue entregada a Juan de Gaunt.

### Los Lancasterianos
La propiedad de John of Gaunt marcó el comienzo del declive del castillo de Peveril. Era el noble más rico de Inglaterra y tenía varios castillos. Como el castillo de Peveril era relativamente poco importante, John decidió no mantenerlo y en 1374 dio órdenes de quitar el plomo de los edificios para su reutilización en el castillo de Pontefract. Fue heredado por su hijo Henry Bolingbroke, más tarde el rey Enrique IV, y permaneció bajo el control real, administrado por el Ducado de Lancaster. Durante el siglo XV, Peveril se volvió menos importante ya que las funciones administrativas se trasladaron a otra parte. Aunque otros castillos administrados por el Ducado de Lancaster fueron reparados en 1480, no hay indicios de que esto sucediera en Peveril. Una encuesta realizada para el Ducado en 1561 reveló que Peveril estaba en un estado de decadencia y, como resultado, junto con Donnington, fue uno de los dos castillos que fueron posteriormente abandonados. Sin embargo, el castillo albergó tribunales locales hasta 1600. Una encuesta en 1609 encontró que Peveril era "muy ruinoso y no sirve para nada".  En algún momento del período posmedieval, la piedra de revestimiento de la torre del homenaje se retiró de tres lados. La fuerte pendiente impidió la extracción de la piedra del cuarto lado.

### Era moderna
Con la llegada de los ferrocarriles en el siglo XIX siglo, la zona se convirtió en una atracción turística. El ducado de Lancaster realizó el mantenimiento en el siglo XIX. siglo para asegurar que la condición del castillo no se deteriorara más, principalmente limpiando escombros y agregando mortero. La novela de 1823 de Sir Walter Scott, Peveril of the Peak, ambientada a mediados del siglo XVII, describía las ruinas del castillo.

En 1932, el Ducado cedió la custodia del castillo a la Oficina de Obras, conservando la propiedad. En la actualidad, English Heritage, el sucesor de Office of Works, se ocupa del sitio. El paisaje circundante ha sido protegido como parque nacional desde 1951. El castillo es un monumento programado, que significa que es un edificio histórico y un sitio arqueológico "de importancia nacional" que ha recibido protección contra cambios no autorizados. También es un monumento clasificado de Grado I (catalogado por primera vez en 1985), y reconocido como una estructura de importancia internacional. Ha sido descrito como «quizás el mejor monumento medieval del Distrito de los Picos», y el historiador de la arquitectura Nikolaus Pevsner comentó que es «como mucho el castillo más importante del condado, de hecho, el único de importancia». Antes de que el castillo de Duffield, en el sur del condado, fuera destruido en 1266, tenía uno de los torreones más grandes de Inglaterra, aunque solo sobreviven los cimientos.

## Diseño
El castillo de Peveril en Castleton tiene una forma aproximadamente triangular, alrededor de 90 por 65 m (98,4 por 71,1 yd), en la cima de una colina que domina el Valle de la Esperanza. La tierra se aleja abruptamente del perímetro del castillo, formando una cara casi escarpada hacia el sureste, y el camino sinuoso desde el norte es la forma más práctica de llegar al castillo. El sitio no solo era naturalmente defendible, sino que su prominencia habría permitido que el castillo fuera un símbolo muy visible del poder del constructor. La ciudad de Castleton proporcionó suministros al castillo. Tiene vistas de Hope Valley a continuación y Treak Cliff, Mam Tor, Black Tor y Lose Hill. Se entraba al castillo por la puerta de entrada al este. Su diseño era simple, 7 m (7,7 yd) ancho con un pasaje de 2,5 m (2,7 yd) través. Poco sobrevive, aunque dibujos anteriores contienen detalles de molduras que sugieren que la estructura fue construida en el siglo XII, quizás por Henry. II o el rey Juan.
Las cortinas arquitectónicas que encierran el castillo muestran las múltiples fases de construcción en Peveril, con mampostería desde el período normando, diferenciado por el uso de opus spicatum, hasta reparaciones modernas. Las paredes estaban coronadas por pasarelas, que junto a la puerta de entrada se habrían levantado alrededor de 5 m (5,5 yd) sobre el nivel del suelo inmediatamente fuera del castillo. En el siglo XII, una torre de menos de 2 m (2,2 yd) se añadió al muro norte. En opinión de Eales, «habría tenido un valor militar limitado, en comparación con las torres que se proyectaban audazmente de los castillos posteriores», que permitió a los defensores desplegar fuego de flanqueo a lo largo de la base de las murallas. La tierra dentro del castillo se inclina hacia abajo de oeste a este. El almacenamiento de agua habría sido una preocupación para la guarnición del castillo, pero la forma en que obtuvieron el agua es incierta. De la muralla sobresalen los restos de dos torres redondas o semicirculares. Sobrevive suficiente de una torre que se puede ver el uso de tejas romanas en la construcción, probablemente del fuerte de Navío de 2 mi (3 km) de distancia. No se sabe cuándo se construyeron estas torres, aunque se cree que pueden datar del siglo XIII. Los cimientos marcan la posición de los edificios colindantes con el muro sur, probablemente el antiguo salón y una capilla. Un documento de 1246 registró una capilla en el castillo; Se supone que los restos del edificio más oriental contra el muro sur marcan el sitio de la capilla, ya que están orientados aproximadamente de este a oeste. Los cimientos en el extremo oeste del muro norte marcan un gran edificio: probablemente un salón donde el señor del castillo habría comido y entretenido a invitados de alto estatus. No está claro cuándo se construyó la nueva sala, probablemente reemplazando la antigua sala en el sur del castillo, aunque se mencionó un «salón antiguo» en un documento de 1251, lo que implica que también había una nueva sala en ese momento. La cocina y las tiendas de alimentos se habrían colocado en el extremo este del pasillo, aunque quedan pocos restos de esas estructuras. También se construyeron edificios contra el muro cortina oeste, probablemente apartamentos de alto estatus. Aunque el acceso principal al castillo de Peveril era desde el norte, también había una puerta en el oeste, a la que se llegaba a través de un puente que cruzaba el desfiladero y conectaba el castillo con un recinto en el otro lado. Como no ha sido excavado, la forma exacta que tomó el recinto es incierta. Su propósito también es una cuestión de especulación, ya sea que se trate de un elaborado patio exterior para la defensa o que se use para almacenamiento y estabulación.

La torre del homenaje ocupa la esquina sur del castillo de Peveril. La construcción probablemente comenzó alrededor de 1176, instigada por Enrique II. Su planta es cuadrada, mide menos de 12 por 12 m (13,1 por 13,1 yd), y el parapeto es de 15 m (16,4 yd) encima de la base del torreón; como el suelo es desigual, en el otro lado se eleva 10,5 m (11,5 yd) sobre el nivel del suelo. Es más pequeño que los torreones reales contemporáneos, como los de los castillos de Dover y Scarborough. Hoy el exterior es tosco, pero originalmente el paramento habría sido liso; el lado sureste, donde la fuerte pendiente natural impidió la remoción de la piedra de revestimiento, da una idea de cómo pudo haber aparecido alguna vez. Un saliente en la cara sureste del torreón albergaba un vestidor. Como era habitual en las fortalezas de Norman, se entraba al Castillo de Peveril por el primer piso y se accedía por una escalera. Este nivel de entrada habría sido una gran sala pública y el sótano utilizado para almacenamiento. Una estrecha escalera en la esquina este permitía el acceso al sótano y el camino de la pared alrededor de la parte superior del torreón.